# Rio Espera
Rio Espera é um município brasileiro do estado de Minas Gerais localizado na mesorregião da Zona da Mata. Sua população recenseada em 2022 era de 5 429 habitantes.

## Geografia
Conforme a classificação geográfica mais moderna (2017) do IBGE, Rio Espera é um município da Região Geográfica Imediata de Conselheiro Lafaiete, na Região Geográfica Intermediária de Barbacena.

## Histórico
A região, foi, primitivamente, habitada pelos índios Croatas e Puris, de origem Tupi. Em 1710, o bandeirante Manoel de Melo, depois de passar pelo arraial de Itaverava, atravessou a barco a antiga região de Guarapiranga, que por causa do Rio Piranga, passou a chamar-se Piranga e chegou a um local que achou apropriado para servir como ponto de espera de seus chefiados, exploradores paulistas que foram divididos em três grupos e partiram em rumos diferentes.
Depois retorno do grupo, Manoel de Melo, encantado com a beleza do local marcado para espera dos seus liderados, e percebendo que o mesmo centralizava todo um potencial de expansão de exploração, foi a Itaverava, a fim de comprar provimentos e em 1711, retorna, lançando nele os fundamentos de uma fazenda, onde começou suas explorações e pesquisas. Encontrou algum ouro de aluvião, mas não tendo a sua extração dado lucros, passou a se dedicar à agricultura, cultivando cereais como arroz, milho, feijão e produtos de pequena lavoura, como verduras e legumes, tudo feito com muita dificuldade, pois a atividade era exercida por processo muito rudimentar.
Para tanto, foram trazidos para a região escravos africanos, já encontrados no seu primeiro meio século de existência, eram numerosos e contribuíram muito para o progresso que, pouco a pouco, se notou no povoado. Os habitantes, animados com o desenvolvimento, requereram ao Bispo de Mariana permissão para ser erigida uma capela em honra a Nossa Senhora da Piedade.
Curiosamente, na primeira vez em que foi concedida, a permissão não foi aproveitada, porque houve desavenças com o abastado português Francisco de Souza Rego, que desejava que a capela se localizasse em sua fazenda, onde hoje, é o município de Lamim, resultando no desaparecimento do documento da Permissão. No entanto, o Bispo, novamente solicitado, fez nova concessão.
Assim, em 1760, foi demarcado o lugar para a construção da capela, tendo esta sido concluída depois de 5 anos. A primeira missa foi celebrada em dia 25 de dezembro de 1765, pelo padre Manuel Ribeiro Taborda, primeiro vigário de Itaverava.
Em volta da Capela, onde é a atual Praça da Piedade, ponto central do antigo povoado, nasceu o distrito de Piranga, que, primeiro, chamou-se de Nossa Senhora da Piedade da Boa Esperança e, criado pela Lei Provincial nº 471, de 1 de junho de 1850 ou 1858, confirmada pela Lei estadual de nº 2, de 14 de setembro de 1891. A cidade que hoje tem o nome de Rio Espera foi criada pela Lei estadual nº 556, de 30 de agosto de 1911, criou o município, com desligamento territorial da cidade de Piranga.

## Acessos
Para se chegar em Rio Espera, segue-se a BR-040 em direção ao Rio de Janeiro, entra-se, primeiro, em Conselheiro Lafaiete e pega-se uma das estradas que vai para a cidade, que fica, aproximadamente, entre 55 a 60 km de lá, podendo-se optar, pela ordem, pela via de Santana dos Montes (com grande parte ainda em estrada sem pavimentação) ou de Itaverava (toda asfaltada).